# Bengasi (Film)
Bengasi ist ein italienischer Kriegs- und Propagandafilm von Augusto Genina, der zum Ruhme italienisch-deutscher Waffenbrüderschaft in Nordafrika 1942 gedreht wurde und die italienischen Kolonialansprüche südlich des Mittelmeers unterstreichen sollte. Die Hauptrolle spielt Fosco Giachetti. Seine Ehefrau spielte die Ungarin Maria von Tasnady. Der geplante deutsche Premierentitel war Bengasi – Das Schicksal einer Stadt, doch wurde dieser Film im Reich nie herausgebracht (siehe unten unter „Wissenswertes“).

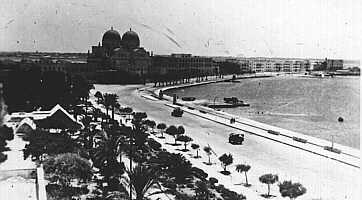
Bengasi zur Zeit der italienischen Herrschaft

## Handlung
Nordafrika 1941. Zum Jahresbeginn wird die von Italien als Kolonie geführte, libysche Hafenstadt Bengasi von den Engländern, Italiens Kriegsgegner, eingenommen. Die italienischen Verteidiger, unter ihnen der tapfere Hauptmann Enrico Berti, der wichtige Dokumente bei sich führt, haben keine Chance gegen die feindliche Übermacht. Berti drängt seine ungarische Ehefrau Carla dazu, gemeinsam mit beider vierjährigen Sohn Sandro in einem Lkw die Stadt zu verlassen. Während der Trek sich auf den Weg macht, wird er von britischen Bombern angegriffen, wobei Sandro ums Leben kommt. Enrico Berti selbst verliert bei einem weiteren britischen Angriff einen Arm. In einem Lazarett erhält er Besuch von seiner Gattin, die ihm aus Barmherzigkeit zunächst den Tod des gemeinsamen Kindes verschweigt.
Die britischen Besatzer, die als meist betrunken und grausam gezeigt werden, erweisen sich als harte, unnachgiebige und herzlose Besatzer. Die Bewohner der Stadt müssen hungern, weil die Briten die Ernte vernichten. Berti wird nach seiner Genesung in ein britisches Kriegsgefangenenlager gesteckt. Sein gleichfalls gefangen genommener Landsmann und Kamerad Filippo Colleoni dient sich den britischen Besatzern als Dolmetscher an. In Wahrheit aber ist er ein italienischer Stabsoffizier, der in der Funktion des Übersetzers einiges über die weiteren britischen Kriegspläne in Nordafrika in Erfahrung zu bringen versucht. Eine Romanze verbindet Colleoni mit der jungen Giuliana. Enrico Berti gelingt es derweil, der Gefangenschaft zu entfliehen, und er kehrt heimlich nach Bengasi zu seiner Frau Carla zurück. Dort muss er von ihr die bittere Wahrheit über den Tod des geliebten Stammhalters erfahren.
Die Engländer machen in der Zwischenzeit Jagd auf alle Italiener in Uniform, derer sie habhaft werden können. Einer von ihnen, ein aus dem Dienst bereits entlassener älterer Soldat, findet Unterschlupf in einem Bordell bei Maria, die alle nur „Fanny“ nennen. Sie versteckt ihn vor den Briten, als diese alles durchsuchen. Enrico ist in der Zwischenzeit auf Filippo Colleoni gestoßen, der von den hier ausharrenden Landsleuten beinah gelyncht wird, weil sie ihn wegen seiner Dolmetschertätigkeit als Kollaborateur und Spion der Engländer verdächtigen. Berto und Colleoni tun sich zusammen, um den Briten zu schaden. Der deutsche Bündnispartner in Gestalt des Afrikakorps nähert sich derweil Bengasi, und die Briten legen, ehe sie die Stadt verlassen, überall Minen aus und gefährden damit massiv die italienische Zivilbevölkerung. Anlässlich des Abzugs der britischen Truppen eilen die italienischen Bürger auf die Straße, um die italienischen und deutschen Truppen zu empfangen und schwenken die Flaggen beider Staaten. Die italienischen Behörden der Stadt verkünden feierlich, dass Bengasi befreit und ins italienische Mutterland heimgekehrt sei.

## Produktionsnotizen
Bengasi entstand kurz nach dem ersten italienisch-deutschen Befreiungsschlag gegen die Briten und Australier 1941 und wurde am 5. September 1942 uraufgeführt.
Die Filmbauten stammen von Salvo D’Angelo und Cesare Baietti. Anna Maria Feo entwarf die Kostüme. Primo Zeglio war erster Regieassistent.

## Auszeichnungen
Aufgrund seiner überragenden allianzspezifischen Bedeutung innerhalb einer europäisch-faschistischen Zusammenarbeit wurde der Streifen 1942 bei den Filmfestspielen von Venedig mit dem Coppa Mussolini als „bester italienischer Film“ ausgezeichnet. Auch Hauptdarsteller Fosco Giachetti erhielt dort einen Filmpreis, den Volpi-Pokal, und zwar als bester Hauptdarsteller.

## Wissenswertes
Von diesem Film wurde im März/April 1943 auch eine deutsche Synchronfassung fertig gestellt, die noch im selben Jahr unter dem Titel Bengasi – Das Schicksal einer Stadt in den reichsdeutschen Kinos anlaufen sollte. Doch der Kriegsverlauf an der afrikanischen Front hatte mittlerweile die im Film gezeigte Prämisse obsolet gemacht: Das deutsche Afrikakorps musste gegenüber der überwältigenden britischen Übermacht am 12. und 13. Mai 1943 kapitulieren. Damit hatte sich eine deutsche Premiere erübrigt. Auch nach dem Krieg lief der Film in Deutschland nicht an.

## Synchronfassung
Die nie zum Einsatz gekommene Fassung wurde von Lüdtke & Rohnstein, Berlin, hergestellt. Firmenchef Konrad P. Rohnstein hatte die Dialogregie, das Dialogbuch schrieb Georg Rothkegel.
| Rolle                     | Darsteller        | Synchronsprecher      |
| ------------------------- | ----------------- | --------------------- |
| Hauptmann Enrico Berti    | Fosco Giachetti   | Paul Klinger          |
| Carla Berti               | Maria von Tasnady | Viktoria von Ballasko |
| Filippo Colleoni          | Amedeo Nazzari    | Carl-Heinz Schroth    |
| Giuliana                  | Vivi Gioi         | Lu Säuberlich         |
| Bürgermeister von Bengasi | Guido Notari      | Werner Schott         |
| Dr. Malpini               | Leo Garavaglia    | Alfred Haase          |
| Fanny                     | Laura Redi        | Gerda Maria Terno     |
| Antonio                   | Fedele Gentile    | Peter Mosbacher       |
| Mutter                    | Amelia Bissi      | Margarete Kupfer      |
| Hauptmann Marchi          | Carlo Duse        | Herbert Gernot        |

## Kritik
Francesco Pasinetti schrieb in der italienischen Fachzeitschrift Cinema am 25. September 1942 “Das produzierende Unternehmen hat dem Regisseur alle Mittel zur Verfügung gestellt, ohne auf die Kosten zu achten. Es wurde in Cinecittà ein ganzes Viertel von Bengasi nachgebaut, mit luxuriösen Innenräumen und enormen Werkstoffen für die Außensets. (…) Genina suchte, anstatt die Interpreten von der Straße zu holen, seine Interpreten aus einer großen Schar professioneller Schauspieler aus und führte diese mit einer Meisterschaft, wie sie ihm eigen ist ...”
Kay Wenigers Das große Personenlexikon des Films schrieb in Augusto Geninas Biografie: „Mit seiner letzten Arbeit während der Mussolini-Ära, „Bengasi“, feierte der Regisseur Italiens (in der Realität recht erbärmliche) Eroberungs- und Militärpolitik in Nordafrika.“